# Fredrikke Qvam
Fredrikke Marie Qvam, født Gram (født 31. maj 1843, død 10. september 1938) var en norsk forkæmper for kvindesagen. Qvam stod i en lang årrække som en af de ledende kræfter for kvindesagen i Norge.

## Liv og virke
I 1865 blev gift med Ole Anton Qvam.
Qvam tog initiativet til og var forperson i Norske kvinders sanitetsforening fra dens stiftelse den 26. februar 1896. Hun udfoldede en storartet organisatorisk virksomhed, som vandt stor anerkendelse - særligt efter foreningen i 1901 optog arbejdet for tuberkulosesagen. 
Qvam kæmpede for kvinders stemmeret - først i kvindestemmeretsforeningen og siden i landskvindestemmeretsforeningen, som hun var med til at stifte og var forperson for siden 1898.
I perioden 1899-1903 var hun forperson i Norsk kvindesagsforening og anførte den skandinaviske kvindekongres i 1902. Under hendes ledelse oprettede foreningen sin fagskole i huslig økonomi.
Qvam var ligeledes forperson i Norsk nationalkomité til modarbejdelse af hvid slavehandel samt viceforperson i Norske kvinders nationalråd.